# Selbstorganisierte Kritikalität
Selbstorganisierte Kritikalität, auch bekannt als self-organized criticality (SOC), ist ein Phänomen, das bei dynamischen Systemen auftreten kann. Dabei strebt ein selbstorganisiertes System von alleine einen kritischen Zustand an, in dem eine winzige Veränderung zu sehr unterschiedlichen Ergebnissen führen kann.
Ein Beispiel ist die Entstehung eines kegelförmigen Sandhaufens, wenn gleichmäßig und langsam Sandkörner aus einer Öffnung rieseln. Erst bildet sich ein kleiner Hügel. Er wird immer höher. Dann ändert sich das Verhalten und es rutschen kleine Lawinen ab. Dadurch wird der Hügel flacher. Er wächst dann wieder in die Höhe, bis neue Lawinen abrutschen. Dabei stellt sich ein dynamisches Gleichgewicht ein. Die Steigung der Flanken des Hügels bleibt stets dicht an dem kritischen Wert, ab dem Lawinen abrutschen. Dieses System strebt offensichtlich von alleine zu einem kritischen Punkt, an dem das nächste Sandkorn entweder einfach liegen bleibt oder eine kleine Lawine oder sogar eine große Lawine auslöst.

## Grundlagen
Ein dynamisches System befindet sich in einem kritischen Zustand, wenn die Parameter des Systems einem Phasenübergang entsprechen. Bei einem selbstorganisiert kritischen System nähern sich die Parameter des Systems mit der Zeit von selbst dem kritischen Punkt (der kritische Punkt ist in diesem Fall ein Attraktor). Daraus folgt die Besonderheit solcher Systeme, dass sie weitgehend unabhängig von der Wahl der Anfangsparameter die typischen Eigenschaften eines kritischen Zustandes zeigen.
Typische Eigenschaften kritischer Systeme wie Skaleninvarianz und 1/f-Rauschen können in vielen Bereichen beobachtet werden. Beispiele sind die Stärke von Erdbeben (Gutenberg-Richter-Gesetz) und die Größe von Lawinen. Es scheint unwahrscheinlich, dass die Parameter solcher Systeme rein zufällig an einem kritischen Punkt sind. Hier bietet sich die selbstorganisierte Kritikalität als Erklärungsmodell für das häufige Auftreten kritischer Eigenschaften an, weil es dabei keiner äußeren Steuerung der Parameter bedarf. Komplexe Strukturen entstehen spontan allein aufgrund der Interaktion einzelner Elemente des Systems.
Obwohl bereits viele Modelle bekannt sind, die selbstorganisierte Kritikalität aufweisen, ist bisher keine allgemeine Bedingung bekannt, aus der selbstorganisierte Kritikalität folgt.

## Gesetzmäßigkeit

### Beobachtungen
1987 haben Per Bak, Kurt Wiesenfeld und Chao Tang den Bak-Tang-Wiesenfeld-Sandhaufen als sehr abstraktes Modell für den Sandhaufen aus der Einleitung entwickelt. Mit Hilfe des Modells kann man die Häufigkeitsverteilung der Lawinengröße (wie viele einzelne Sandkörner enthält eine Lawine) erfassen. Es zeigt sich, dass sie einem Potenzgesetz folgt. Das heißt, man findet sehr viele kleine Lawinen und viel weniger große Lawinen. Es gibt keinen sinnvollen Mittelwert für die Lawinengröße.
Ein Potenzgesetz findet man auch mit dem Waldbrand-Modell von Barbara Drossel. Es erfasst die Ausdehnung von Waldbränden, die durch Blitze ausgelöst wurden. Eine Erklärung für diese Form der Größenverteilung ist, dass sich die Bewaldungsdichte unter dem Einfluss von Waldbränden von selbst so entwickelt, dass das Feuer nur selten auf ein großes Gebiet überspringen kann. Die Auswertung von Satellitenbildern aus Waldbrandgegenden hat das im Modell gefundene Potenzgesetz für die Größenverteilung von Waldbränden in der Realität bestätigt.

### Konsequenzen
Wenn die Wahrscheinlichkeitsverteilungen von Ereignissen, die von komplexen natürlichen Prozessen ausgelöst werden, einer Potenzfunktion folgen, dann muss man davon ausgehen, dass Ereignisse auftreten können, die um Größenordnungen stärker ausfallen als die, die man bisher beobachtet hat und sich darauf vorbereiten. Vom Menschen beeinflussbare Prozesse mit einer solchen Wahrscheinlichkeitsverteilung (z. B. Epidemien oder nicht regulierte Finanzmärkte) kann man durch gezielte Eingriffe aus der Kritikalität lösen.

## Beispiele
- Bak-Tang-Wiesenfeld-Modell für Lawinen[6]
- Bak-Sneppen-Modell für Evolution[7]
- Drossel-Schwabl-Modell für Waldbrände[8]
- Olami-Feder-Christensen-Modell für Erdbeben[9]
- Soziale Systeme, z. B. bzgl. Vermögensungleichheit[10]